# 小林じんこ
小林 じんこ（こばやし じんこ、〈生年不明〉2月6日 -  2025年6月12日）は、日本の漫画家。茨城県土浦市出身。

## 略歴
1984年、「メジャーな巻尺」（『ヤングマガジン増刊号』）でデビュー。同年、『風呂上がりの夜空に』を発表しリリカルな感性とハイテンションなギャグで注目を集める。青年誌に少女マンガ的感性を持ち込んだ最初の作品とされる。1987年には同作品はテレビドラマ化もされた。
『月刊IKKI』2009年8月号より『JUNKIN' GAP CLASH』の連載を開始。単行本は第1巻まで発売されたが、休載中に掲載誌の休刊が決定。数年後の『月刊IKKI』2014年10月号への掲載を最後に未完の状態が続いたが、2025年に死去したことで絶筆となった。
多田かおるの遺作『イタズラなKiss』に登場する小森じん子のモデル。

## 作品
- 『風呂上がりの夜空に』全5巻 KCデラックス 講談社 1984年〜
- 『歌謡漫画大全集』全1巻 KCデラックス 講談社 1985年 小林じんこ「素敵にシンデレラ・コンプレックス」
- ヤングマガジン・オールスターズ『歌謡マンガ大全集』第2巻 ヤンマガKCスペシャル 講談社 1988年 小林じんこ「素敵にシンデレラ・コンプレックス」（『歌謡漫画大全集』のヤンマガKC・B6判）
- ヤングマガジン・オールスターズ『映画マンガ大全集』全2巻 ヤンマガKCスペシャル講談社 1988年（第1巻収録）小林じんこ「ピクニックatハンギングロック」
- 『親指姫の冒険』 小林じんこ傑作集 宝島社 1993年12月
- 『りなことお兄ちゃん』第1巻、講談社、1992年11月
  - 復活読み切りカラー付き42P〜初めての上京編〜ヤングマガジン(2001 08/13発行）
- 講談社「ヤングマガジン、アッパーズ」（1998.4/1創刊）に作品掲載
  - 『おサルでワン!』第1巻、ぶんか社、1998年4月
  - 『おサルでワン!』第2巻、ぶんか社、2000年5月
- 「イブニング」
  - 『ごちそうメレンゲ』（2002年01月号より)不定期？連載
- 銀杏社「漫画街（Webサイト）」
  - 「ドット.ファーザー」 2006年公開 読み切り[4]
- 「月刊IKKI」
  - 『JUNKIN' GAP CLASH』第1巻、2011年2月、小学館、ISBN 978-4091885456
- 河出書房新社「文藝別冊 総特集 望月ミネタロウ」2023年刊
  - 「無題」 - 2ページのエッセイ漫画を寄稿[5]

## 活動
- 『小林じんこ&Tinquo』小林じんこ率いるバンド。（年代不明）（クアトロにて）
- 映画『よそもの』脚本・監督--- 宮本勝行 22分 カラー作品（一部白黒）
  - 内容：トイレを探して走り出すサラリーマンの物語は、四コマ漫画やサイレント映画の手法を効果的に用いて、めくるめく色彩の中で展開されていく、歯切れのいい短編。「おむすびを食べさせる女----小林じんこ」で出演。（1997.7月1〜6日、渋谷区千駄ヶ谷のフジタヴァンテシアターにて上映）